# Urocystis ranunculi
Urocystis ranunculi är en svampart som först beskrevs av Marie Anne Libert, och fick sitt nu gällande namn av Moesz 1950. Urocystis ranunculi ingår i släktet Urocystis och familjen Urocystidaceae.   Inga underarter finns listade i Catalogue of Life.